# バージニア (戦艦)
| USS Virginia BB-13 |                                                                                            |
| 艦歴               |                                                                                            |
| 発注:              |                                                                                            |
| 起工:              | 1902年5月21日                                                                              |
| 進水:              | 1904年4月6日                                                                               |
| 就役:              | 1906年5月7日                                                                               |
| 退役:              | 1920年8月13日                                                                              |
| その後:            | 砲撃目標として海没処分                                                                     |
| 性能諸元           |                                                                                            |
| 排水量:            | 14,980 トン                                                                                |
| 全長:              | 441.3 ft (134.5 m)                                                                         |
| 全幅:              | 76.3 ft (23.4 m)                                                                           |
| 吃水:              | 23.8 ft (7.3 m)                                                                            |
| 機関:              |                                                                                            |
| 最大速:            | 19ノット                                                                                   |
| 航続距離:          |                                                                                            |
| 兵員:              | 士官、兵員916名                                                                            |
| 兵装:              | 12インチ砲4門 8インチ砲8門 6インチ砲12門 1ポンド砲24門 30口径機銃4門 21インチ魚雷発射管4門 |
| 航空機:            |                                                                                            |
| モットー:          |                                                                                            |

バージニア(USS Virginia, BB-13)は、アメリカ海軍の戦艦。バージニア級戦艦の1番艦。艦名はバージニア州に因む。その名を持つ艦としては5隻目。

## 艦歴
バージニアは1902年5月21日にバージニア州ニューポート・ニューズのニューポート・ニューズ造船所で起工し、1904年4月6日にゲイ・モンタギュー（バージニア州知事の娘）によって命名、進水、1906年5月7日に初代艦長シートン・シュレーダー大佐の指揮下就役した。
艤装完了後バージニアはリンヘヴン湾、そしてロングアイランド沖に整調巡航を行った後8月9日にロードアイランド州ブラッドフォードで石炭の補給を行う。メイン州ロックランド沖でのスクリュー標準化公試の後、バージニアはロングアイランド湾で訓練を行い、その後9月2日から4日までセオドア・ルーズベルト大統領の自宅があるオイスター・ベイ沖に停泊し、大統領の観閲を受けた。
その後整調巡航を継続し、ブラッドフォードで再び石炭を補給する。1906年8月、キューバで反乱が発生する。ピナール・デル・リオ州で発生した暴動は秋には規模が拡大し、トーマス・エストラダ・パルマ大統領はアメリカ合衆国に介入を要請した。9月中旬までに8,000名のキューバ警察は暴動を鎮圧することができず、バージニアは事態の改善のため1906年9月15日にニューポートを出航する。21日にハバナに到着、都市防衛の準備を行い10月18日まで同水域で待機した。
バージニアはノーフォークに到着すると、フレデリック・ファンストン将軍を上陸させ、石炭を補給した後トンプキンズヴィルへ向かう。その後ニューヨーク海軍工廠で乾ドック入りし石炭の補給と艦底部の塗装を行い、続いて1906年11月3日から1907年2月18日までノーフォーク海軍造船所で修理、変更を行う。2月19日から3月23日の間にニューヨーク海軍工廠で射撃管制装置を設置した後キューバ水域に向かい、3月28日にグアンタナモ湾で艦隊と合流する。
キューバ水域では射撃訓練を行い、その後4月10日にジェームズタウン300周年記念式典参加のためハンプトン・ローズに向かう。4月15日から5月15日まで一ヶ月間ハンプトン・ローズに留まり、6月前半にノーフォーク海軍造船所で修理を行う。その後6月7日から13日の間にハンプトン・ローズでルーズベルト大統領による観閲を受ける。6月中旬から7月中旬までコッド岬沖で射撃訓練を行い、続いてニューポート、ノース・リバー、マサチューセッツ州プロヴィンスタウンを訪れた後コッド岬で昼間、夜間戦闘訓練を行う。
秋には南方に戻り、9月24日から11月24日までノーフォーク海軍工廠で2か月の修理および変更を受けた後、11月にニューヨーク海軍工廠でさらに修理を受ける。その後再び南方に向かい、12月6日にハンプトン・ローズに到着した。
バージニアはグレート・ホワイト・フリートの世界巡航へ参加するための準備を行い、1907年12月17日に出航する。巡航はワシントンの誕生日である1909年2月22日に完了した。巡航の間に艦隊は南アメリカ沿岸の港や、アメリカ合衆国の西海岸、ハワイ、フィリピン、日本、中国、セイロン島を訪問した。更にバージニアの部隊はベイルート経由でトルコのイズミルを訪問した。艦隊は出港時と帰港時それぞれにルーズベルト大統領の観閲を受け、アメリカ海軍の威容を世界に知らしめた。
世界巡航後バージニアは1909年2月26日から6月26日までノーフォーク海軍工廠で4か月の修理および変更を行う。翌年はバージニア岬沖の訓練水域からロードアイランド州ニューポートまでの範囲で作戦活動に従事した。この間に海軍民兵を乗艦させ、ロックポート及びプロヴィンスタウンへの短期巡航を行う。
1909年11月15日から12月7日および12月8日から12月29日にバージニアはフランスのブレスト、イギリスのグレーヴズエンドを訪れた。その後グアンタナモ湾で大西洋艦隊に加わり演習を行う。バージニアは1910年1月13日から3月13日までの2ヶ月間をキューバ水域での作戦活動に費やし、続いて南部訓練海域で戦闘訓練を行った。
4月11日にはジョージア(USS Georgia, BB-15)と共にハンプトン・ローズを出航し、二日後にボストン海軍工廠に到着、5月24日まで修理を行った後プロヴィンスタウンへ向かう。続く5日間を給炭艦ヴェスタル(USS Vestal, AR-4)と共に海上燃料補給訓練で費やし、その後水雷訓練を行う。バージニアは6月18日にボストン海軍工廠へ帰還した。